# Nesodynerus unicus
Nesodynerus unicus är en stekelart som först beskrevs av Perkins.  Nesodynerus unicus ingår i släktet Nesodynerus och familjen Eumenidae. Inga underarter finns listade i Catalogue of Life.